# Hopea dryobalanoides
Hopea dryobalanoides är en tvåhjärtbladig växtart som beskrevs av Friedrich Anton Wilhelm Miquel. Hopea dryobalanoides ingår i släktet Hopea och familjen Dipterocarpaceae. Inga underarter finns listade i Catalogue of Life.